# Uhlwiller
Uhlwiller – miejscowość i gmina we Francji, w regionie Grand Est, w departamencie Dolny Ren.
Według danych na rok 1990 gminę zamieszkiwało 636 osób, a gęstość zaludnienia wynosiła 85 osób/km² (wśród 903 gmin Alzacji Uhlwiller plasuje się na 388. miejscu pod względem liczby ludności, natomiast pod względem powierzchni na miejscu 350.).